# (5237) Yoshikawa
(5237) Yoshikawa ist ein im inneren Hauptgürtel gelegener Asteroid. Er wurde am 26. Oktober 1990 vom japanischen Astronomen Takeshi Urata am Nihondaira-Observatorium (IAU-Code 385) entdeckt. Das Nihondaira-Observatorium befindet sich in der Region Chūbu auf der Insel Honshū. Sichtungen des Asteroiden hatte es vorher schon gegeben: im Januar 1931 am Lowell-Observatorium in Flagstaff, Arizona unter der vorläufigen Bezeichnung 1931 AL, am 22. März 1985 an der Anderson Mesa Station des Lowell-Observatoriums (1985 FY1) sowie am 10. Februar 1988 an der Sternwarte in Okutama (1988 CV17).
In einer Berechnung, die in der Datenbank DASTCOM des Jet Propulsion Laboratory (JPL) veröffentlicht wurde, ist der mittlere Durchmesser des Asteroiden mit 13,8 km angegeben. Die Albedo beträgt 0,0587 (± 0,017).
Die Rotationsperiode von (5237) Yoshikawa wurde 2015 von Adam Waszczak, Chan-Kao Chang, Eran Ofek et al. untersucht, sowie im April 2022 von Massimiliano Mannucci und Nico Montigiani am Osservatorio Astronomico Margherita Hack in Florenz. Die Lichtkurven ergaben eine Rotationsperiode von 3,4693 (± 0,0002) Stunden.
Nach der SMASS-Klassifikation (Small Main-Belt Asteroid Spectroscopic Survey) wurde bei einer spektroskopischen Untersuchung von Gianluca Masi, Sergio Foglia und Richard P. Binzel bei einer Unterteilung aller untersuchten Asteroiden in C-, S- und V-Typen (5237) Yoshikawa den S-Asteroiden zugeordnet.
Mittlere Sonnenentfernung (große Halbachse), Exzentrizität und Neigung der Bahnebene von (5237) Yoshikawa ähneln grob den Bahndaten der Mitglieder der Flora-Familie, einer großen Gruppe von Asteroiden, die nach (8) Flora benannt ist. Asteroiden der Flora-Familie bewegen sich in einer Bahnresonanz von 4:9 mit dem Planeten Mars um die Sonne. Die Gruppe wird auch Ariadne-Familie genannt nach dem Asteroiden (43) Ariadne.
(5237) Yoshikawa wurde am 10. November 1992 nach Katsunori Yoshikawa (* 1942) benannt, dem das Grundstück gehört, auf dem das Nihondaira-Observatorium gebaut wurde. Der Merkurkrater Yoshikawa hingegen ist 2012 nach dem japanischen Schriftsteller Yoshikawa Eiji benannt worden.